# 阿图尔·鲁宾斯坦
阿图尔·鲁宾斯坦，KBE OSE GOSE （1887年1月28日—1982年12月20日），美籍波蘭裔猶太人，著名鋼琴演奏家，生於波蘭羅茲，是20世纪最杰出、也是“艺术生命”最长的钢琴家之一，常被世人尊稱為「魯賓斯坦大師」（Maestro Rubinstein）。

## 生平
他一看见钢琴一听到琴声就为此乐器着迷；7岁时，他就在罗兹的一个慈善音乐会上演奏莫扎特、舒伯特和门德尔松的钢琴曲。他的第一位正规的钢琴老师是阿道夫·普雷齐纳（Adolf Prechner）。后来，他被送到华沙，师从亚历山大·罗伊茨基（Alexander Rozycki）学钢琴；1897年去了柏林，师从海因里希·巴斯（Heinrich Barth）；还得到罗伯特·卡恩（Robert Kahn）和马克斯·布鲁赫的理论指导。1900年，他在波兹坦担任莫扎特《A大调第23号钢琴协奏曲》（K.488）中的独奏表演；同年，他在柏林约阿希姆的指挥下再次成功演奏此曲，随后他在德国和波兰巡回演出。
1903年，鲁宾斯坦在瑞士遇到帕德列夫斯基之后去了巴黎，和穆勒管弦乐队一起演奏，认识了拉威尔、杜卡斯和蒂博。他还在作曲家圣桑面前演奏过圣桑创作的《G小调钢琴协奏曲》并得到赞扬。鲁宾斯坦取得的最佳艺术奖赏在于他收到的一份美国合约。1906年，他在纽约卡内基音乐厅和费城管弦乐团表演他最喜爱的圣桑协奏曲里的独奏。他在美国的巡回演出并不完全成功，因此，他回到欧洲继续深造。1915年，他和伦敦交响乐团一起表演；1916年至-1917年，他在西班牙举行了为数众多的独奏音乐会，结果极为成功；离开西班牙后他去了南美，表演也深受当地人喜爱；他逐渐形成一种演奏西班牙和拉丁美洲音乐的特别才能，他演奏的伊萨克·阿尔贝尼斯和曼努埃尔·德·法雅的钢琴曲成为西班牙调性的典范。海托爾·維拉-羅伯斯为他创作了至今为止最难演奏的钢琴曲《鲁德波伊玛》（Rudepoêma）。
1946年，鲁宾斯坦加入美国籍。1958年，他在波兰举行战后的第一场音乐会；1964年，他在莫斯科、列宁格勒和基辅演奏；无论在波兰还是在苏联，他都收到了人们热烈的赞扬。由於纳粹在二战期间杀害了他的家人，他发誓永遠不在德国演出。1976年89岁时，他在伦敦举办了告别独奏音乐会。1982年，魯賓斯坦逝世於瑞士日内瓦。

## 獲獎與榮譽
鲁宾斯坦获得过为数众多的国际荣誉；是法兰西艺术学院院士，为授予法国荣誉勋位及波兰荣誉勋章；获得伦敦皇家爱乐协会的金奖及美国多所大学授予的荣誉博士学位。他多次访问以色列并支持它。1974年，一个以他名字命名的国际钢琴比赛在耶路撒冷开幕。1976年，他获得由福特总统授予的美国自由勋章。

## 評價
鲁宾斯坦是肖邦音乐的最佳演绎者之一，他那如火般的热情和诗意的情感抒发非常适合于肖邦音乐的演奏。在古典乐曲方面，他的演奏倾向于形成气势磅礴的效果，他并没有沉迷于矫揉造作的风格，他演奏的莫扎特，贝多芬，舒曼和勃拉姆斯的作品的确非常鼓舞人心。幽默风趣的他经常拿那些据说被他遗漏的大量音符开玩笑，但他宣称，对音乐本身最糟的违背行为就是在节奏和力度方面的迂腐不变。他是个讲究舒适生活的人，是对宴会和晚宴毫不厌倦的宾客，还能说大多数欧洲语言，包括俄语和自己的母语波兰语，虽然时不时出点语法毛病，但是很流利。

## 作品節選

### 商業錄音
- (CD). 20世紀偉大鋼琴家（英语：Great Pianists of the 20th Century） 85. Philips Classics. 1998. 456 955-2.
- (CD). 20世紀偉大鋼琴家 86. Philips Classics. 456 958-2.
- (CD). 20世紀偉大鋼琴家 87. Philips Classics. 1999. 456 967-2.

### 其他
在好莱坞，鲁宾斯坦为好几部电影配乐，还在电影《卡内基音乐厅》（Carngeie Hall，1947）和《人与音乐》（Of Men and Music）里以自己的身份出现。1975年，一部名为《阿图尔·鲁宾斯坦，对生活的热爱》（Artur Rubinstein, Love of Life）的电影纪录片上演；一部90分钟的电视特别节目《90岁的鲁宾斯坦》（Rubinstein at 90）被播放，标志着他已进入90高龄。

## 軼事
- 在晚年生活中，他患上了严重的视网膜炎并最终完全失明；但是，即使生活在这样的情况下他也没有忘记对生活乐趣的享受。他曾经认为：“美酒，女人和音乐”这条标语对他来说是80%的女人，20%的美酒和音乐。